# Wahneta
Wahneta és una concentració de població designada pel cens dels Estats Units a l'estat de Florida. Segons el cens del 2000 tenia 4.731 habitants.

## Demografia
Segons el cens del 2000, Wahneta tenia 4.731 habitants, 1.342 habitatges, i 1.050 famílies. La densitat de població era de 754,8 habitants/km².
Dels 1.342 habitatges en un 43,1% hi vivien nens de menys de 18 anys, en un 51,9% hi vivien parelles casades, en un 16,1% dones solteres, i en un 21,7% no eren unitats familiars. En el 14,1% dels habitatges hi vivien persones soles el 5,4% de les quals corresponia a persones de 65 anys o més que vivien soles. El nombre mitjà de persones vivint en cada habitatge era de 3,53 i el nombre mitjà de persones que vivien en cada família era de 3,79.
Per edats la població es repartia de la següent manera: un 33,9% tenia menys de 18 anys, un 13,4% entre 18 i 24, un 29,3% entre 25 i 44, un 17% de 45 a 60 i un 6,4% 65 anys o més.
L'edat mediana era de 26 anys. Per cada 100 dones de 18 o més anys hi havia 120,8 homes.
La renda mediana per habitatge era de 22.349 $ i la renda mediana per família de 26.339 $. Els homes tenien una renda mediana de 19.568 $ mentre que les dones 16.364 $. La renda per capita de la població era de 8.433 $. Entorn del 24,6% de les famílies i el 29,1% de la població estaven per davall del llindar de pobresa.

## Poblacions més properes
El següent diagrama mostra les poblacions més properes.